# I Am What I Am (chanson de La Cage aux Folles)
Pour les articles homonymes, voir I Am What I Am.
I Am What I am est une chanson de la comédie musicale de Broadway La Cage aux folles (1983–1987). Elle est d'abord interprétée par le personnage d'Albin Mougeotte, joué par George Hearn. La chanson a été composée en 1983 par Jerry Herman. Elle rencontre un succès mondial reprise par Gloria Gaynor.

## Version de Gloria Gaynor

### Track listing
- 7" Single[1]

A. "I Am What I Am" - 3:51
B. "More Than Enough" - 4:46

### Chart performance
| Chart (1983)                       | Peak position |
| ---------------------------------- | ------------- |
| U.S. Dance Music/Club Play Singles | 3             |
| U.S. R&B Singles                   | 82            |
| UK Singles Chart                   | 13            |
| France (IFOP)                      | 32            |

## Version de Aqua
Singles de Aqua
Rookie
(2018) Barbie World
(2023)

### Track listing
- I Am What I Am (Remixes)[5]

1. "I Am What I Am (Pellegrini Remix)" - 2:32
2. "I Am What I AM (Barcode Remix)" - 3:00
3. "I Am What I Am (DJ Popup Remix)" - 6:36